# میهای پالادسکو
میهای پالادسکو (رومانیایی: Mihai Pălădescu؛ زادهٔ ۵ ژانویهٔ ۱۹۲۸ – ۱۸ ژوئن ۱۹۸۶) بازیگر اهل رومانی است.
از فیلم‌هایی که وی در آن‌ها نقش داشته‌است، می‌توان به انتقام اشاره نمود.